# شیرجه در المپیک تابستانی ۱۹۹۲
شیرجه در بازی‌های المپیک تابستانی ۱۹۹۲ نام رویداد ورزش شیرجه در بازی‌های المپیک تابستانی بود که در سال ۱۹۹۲ برگزار شد.

## جدول مدال‌ها
| رتبه | کشور                      | طلا | نقره | برنز | مجموع |
| ۱    | چین (CHN)                 | ۳   | ۱    | ۱    | ۵     |
| ۲    | ایالات متحده آمریکا (USA) | ۱   | ۱    | ۱    | ۳     |
| ۳    | تیم متحد (EUN)            | ۰   | ۲    | ۱    | ۳     |
| ۴    | آلمان (GER)               | ۰   | ۰    | ۱    | ۱     |

## کشورهای شرکت کننده
| - آرژانتین (۲) - استرالیا (۷) - اتریش (۲) - بلژیک (۱) - برزیل (۱) - بلغارستان (۱) - کانادا (۸) - چین (۸) - فرانسه (۲) - آلمان (۶) | - بریتانیای کبیر (۴) - یونان (۱) - مجارستان (۳) - ایتالیا (۳) - ژاپن (۳) - مکزیک (۸) - هلند (۲) - نیوزیلند (۱) - کره شمالی (۴) - نروژ (۱) | - لهستان (۱) - رومانی (۴) - آفریقای جنوبی (۱) - اسپانیا (۳) - سوئد (۱) - سوئیس (۲) - تیم متحد (۷) - ایالات متحده آمریکا (۷) - ونزوئلا (۱) - زیمبابوه (۲) |